# Caisse nationale de la recherche scientifique
La Caisse nationale de la recherche scientifique est une ancienne institution de financement de la recherche française. 
La Caisse nationale de la recherche scientifique a été créé par le décret-loi du 30 octobre 1935 par rassemblement de la Caisse des recherches scientifiques et de la Caisse nationale des sciences. 
Il était placé sous les auspices du Conseil supérieur de la recherche scientifique.
Son premier conseil d'administration fut présidé par Jean Perrin qui inscrit dans ses statuts la nécessité que ses membres soient jeunes, à la différence de l'Académie des sciences. La première docteur ès lettres de France, Jeanne Duportal, y fut chargée de recherches. 
Cette institution avait pour attributions de distribuer des bourses, participer au financement du fonctionnement des laboratoires et financer des pensions de retraite pour les vieux savants. La caisse n'étant pas financée par l'État, Jean Perrin obtient qu'une petite partie du financement de la ligne Maginot soit consacré à cette caisse.
La Caisse nationale de la recherche scientifique fusionna le 19 octobre 1939 avec le Centre national de la recherche scientifique appliquée pour former le Centre national de la recherche scientifique.